# Cyril Kali
Cyril Kali (Besançon, 21 gennaio 1984) è un allenatore di calcio ed ex calciatore francese, di ruolo difensore, tecnico dell'Apollōn Kalamarias.

## Carriera

### Club
Kali cominciò la carriera con le maglie di Auxerre e Lilla. Passò poi ai norvegesi del Lillestrøm, per cui non disputò nessun incontro di campionato. Esordì però in squadra nel primo turno della Coppa di Norvegia 2006, quando fu titolare nel successo esterno per 0-3 sullo Høland.
Si trasferì poi in Grecia, dove militò nel Kalamata, nell'Asteras Tripolis, nel Panserraikos, nel Veria e nel Larissa, per poi tornare nel 2012 ancora al Veria.

## Statistiche

### Cronologia presenze e reti in nazionale
| Cronologia completa delle presenze e delle reti in nazionale ― Guatemala | Cronologia completa delle presenze e delle reti in nazionale ― Guatemala | Cronologia completa delle presenze e delle reti in nazionale ― Guatemala | Cronologia completa delle presenze e delle reti in nazionale ― Guatemala | Cronologia completa delle presenze e delle reti in nazionale ― Guatemala | Cronologia completa delle presenze e delle reti in nazionale ― Guatemala | Cronologia completa delle presenze e delle reti in nazionale ― Guatemala | Cronologia completa delle presenze e delle reti in nazionale ― Guatemala |
| Data                                                                     | Città                                                                    | In casa                                                                  | Risultato                                                                | Ospiti                                                                   | Competizione                                                             | Reti                                                                     | Note                                                                     |
| ------------------------------------------------------------------------ | ------------------------------------------------------------------------ | ------------------------------------------------------------------------ | ------------------------------------------------------------------------ | ------------------------------------------------------------------------ | ------------------------------------------------------------------------ | ------------------------------------------------------------------------ | ------------------------------------------------------------------------ |
| 5-9-2019                                                                 | Bridgetown                                                               | Barbados                                                                 | 4 – 0                                                                    | Saint-Martin                                                             | CONCACAF Nations League 2019-2020 - Fase a gironi                        | -                                                                        | 11’ 68’                                                                  |
| 8-9-2019                                                                 | The Valley                                                               | Saint-Martin                                                             | 1 – 2                                                                    | Isole Vergini Americane                                                  | CONCACAF Nations League 2019-2020 - Fase a gironi                        | -                                                                        | 81’                                                                      |
| 12-10-2019                                                               | The Valley                                                               | Saint-Martin                                                             | 3 – 0                                                                    | Isole Cayman                                                             | CONCACAF Nations League 2019-2020 - Fase a gironi                        | -                                                                        |                                                                          |
| 15-10-2019                                                               | George Town                                                              | Isole Cayman                                                             | 1 – 0                                                                    | Saint-Martin                                                             | CONCACAF Nations League 2019-2020 - Fase a gironi                        | -                                                                        |                                                                          |
| Totale                                                                   |                                                                          | Presenze                                                                 | 4                                                                        |                                                                          | Reti                                                                     | 0                                                                        |                                                                          |

## Palmarès

### Club

#### Competizioni internazionali
- Coppa Intertoto UEFA: 1

Lilla: 2004